# Pedro Arozarena Redín
Pedro Arozarena Redín (Pamplona, 24 de febrer de 1966) és un exfutbolista navarrès, que jugava de defensa. Va ser internacional en categories inferiors espanyoles, participant en el Mundial Juvenil de 1985.

## Trajectòria
Es va formar a les categories inferiors del CA Osasuna. Debuta amb el primer equip jugant un partit de la 84/85, però no seria fins dos anys després quan pujaria definitivament. Al remat, Arozarena va militar a l'Osasuna fins a la campanya 93/94, tret de la temporada 90/91 que hi va estar al CE Castelló. Però, mai no va aconseguir un lloc titular en l'equip: la seua millor temporada sumaria 28 partits, precisament la temporada 93/94, l'any del descens a Segona.
L'estiu de 1994 fitxa per l'Atlético Marbella, amb qui juga un parell de temporades abans de penjar-hi les botes. En total, el navarrès acumula 163 partits a la màxima categoria.